# Peter Lucas (Informatiker)
Peter Lucas (* 13. Jänner 1935 in Wien; † 2. Februar 2015 in Kalifornien) war ein österreichischer Informatiker und Hochschullehrer. 

## Leben
Peter Lucas maturierte 1953 und studierte anschließend Nachrichtentechnik an der Technischen Hochschule in Wien. Das Studium schloss er 1959 mit der Diplomarbeit zum Thema Zur Programmierung elektronischer Rechenmaschinen ab. Danach war er als Mitglied des Teams um Heinz Zemanek unter anderem für die Systemprogrammierung des Mailüfterls zuständig, dem ersten volltransistorisierten Computer auf dem europäischen Festland.
1961 wechselte er mit der Mailüfterl-Gruppe von der Technischen Hochschule zur Firma IBM ins IBM-Laboratorium Wien, wo er sich mit der formalen Beschreibung von Programmiersprachen beschäftigte. Gemeinsam mit Hans Bekic, Kurt Walk und Heinz Zemanek war er für die formale Definition der Programmiersprache PL/I mittels Vienna Definition Language (VDL) verantwortlich. Außerdem arbeitete er gemeinsam mit Hans Bekic an einem Compiler für Algol 60. Während dieser Zeit hielt er Vorlesungen und Vorträge an der Technischen Hochschule Wien sowie der Kepler-Universität Linz, unter anderem über theoretische Grundlagen der Programmierung und formale Definition von Programmiersprachen.
1978 ging er an das Thomas J. Watson Research Center in Yorktown Heights (Bundesstaat New York), wo er sich mit experimentellen Compiler-Projekten beschäftigte. 1979 wechselte er zur IBM in San José (Kalifornien, heute IBM Almaden Research Center). 1988 wirkte er in der Gruppe um John Backus an der Definition und Implementierung der funktionalen Sprache FL mit.
Im Oktober 1993 wurde er als ordentlicher Universitätsprofessor für Softwaretechnologie an die Technische Universität Graz berufen, im Juli 2001 erfolgte die Emeritierung. Ab 1994 war er Vorsitzender der Formal Methods Europe (FME) sowie korrespondierendes Mitglied der Österreichischen Akademie der Wissenschaften.
Peter Lucas starb am 2. Februar 2015 im Alter von 80 Jahren.

## Auszeichnungen
- 1968: IBM Outstanding Contribution Award für die formale Spezifikation von PL/I[4]
- 1969: Association for Computing Machinery: ACM Best Paper (zusammen mit Kurt Walk)[4]
- 1987: Ehrendoktorat der Johannes-Kepler-Universität Linz[1][4]